# Dry Kill Logic
Dry Kill Logic est un groupe de heavy metal américain, originaire de Westchester, dans l'État de New York. Formé en 1995 sous le nom de Hinge, le groupe compte trois albums studio.
Le 5 juin 2001, leur premier album, The Darker Side of Nonsense, est publié. Le 5 octobre 2004, le groupe publie son deuxième album studio, The Dead and Dreaming, via Psychodrama Music Group grâce à un contrat avec deux labels – Repossession Records et le label allemand SPV Records. Le 19 septembre 2006, le troisième album de Dry Kill Logic, Of Vengeance and Violence, est publié via Psychodrama/Repossession Records.

## Biographie

### Psychodrama Records (1997–1999)
Quatre ans après leur formation, le groupe enregistre et publie (initialement sous le nom de Hinge), son premier EP en 1997 intitulé Cause Moshing is Good Fun au label Psychodrama Records – leur propre label. Le deuxième EP du groupe, Elemental Evil (1999), est également publié sur leur label. Cet EP de neuf titres leur permet d'ouvrir en concerts pour plusieurs groupes comme Coal Chamber, Incubus, Anthrax et System of a Down.

### The Darker Side of Nonsense(2000–2003)
En 2000, Hinge signe un contrat avec le label Roadrunner Records. Après cette signature, ils doivent changer de nom car un studio d'enregistrement possédait le même nom. Ils deviennent alors Hinge A.D., puis finalement Dry Kill Logic après avoir reçu des menaces de poursuites en justice si leur nom contenait Hinge.
Le 5 juin 2001, leur premier album, The Darker Side of Nonsense, est publié. L'album fait participer les membres de Primer 55, J-Sin (chant) et Bobby Burns (guitare) sur la chanson Give Up, Give In, Lie Down. Le groupe passe une bonne partie de 2001 et 2002 en tournée internationale avec notamment Fear Factory, Kittie, Ill Niño, Spineshank, Saliva, et Slayer. L'album se vend approximativement à 100 000 exemplaires dans le monde. Cependant, du fait que Roadrunner souhaitait « une musique plus commerciale que leur deuxième opus », le groupe décide de se séparer du label en octobre 2002. À cette même période, le groupe se sépare du guitariste Scott Thompson, qui est remplacé par l'ancien guitariste du groupe Gargantua Soul, Jason Bozzi,.

### The Dead and Dreaming(2004–2006)
Le 5 octobre 2004, le groupe publie son deuxième album studio, The Dead and Dreaming, via Psychodrama Music Group grâce à un contrat avec deux labels – Repossession Records et le label allemand SPV Records. De retour dans leur van en 2004, le groupe tourne pendant 14 mois consécutifs, à commencer avec Motörhead en Allemagne, puis avec une tournée en tête d'affiche accompagnée par Hed PE et Drowning Pool. Le groupe tourne aussi outre-mer, et en 2006 au Royaume-Uni, en Europe, puis en Australie avec Fear Factory et Devildriver.
Le 27 juin 2006, le groupe produit son DVD/EP intitulé The Magellan Complex. Il comprend trois chansons et un DVD qui contient la vidéo de la chanson Paper Tiger, et une performance/interview live de la tournée Otep/American Head Charge (février 2005, à La Nouvelle-Orléans).

### Of Vengeance and Violencepuis pause (2006-2018)
Le 19 septembre 2006, le troisième album de Dry Kill Logic, Of Vengeance and Violence, est publié via Psychodrama/Repossession Records. Le groupe embarque en tournée en Australie et en Europe vers 2006. Le groupe annonce ensuite une tournée aux États-Unis, au Canada et au Japon, puis en Europe et Australie en 2007. Repossession Records ferme ses portes en janvier 2007, laissant le groupe au label Psychodrama Music Group.
Après cette date, le groupe entre dans une période de sommeil comme ses membres se consacrent à d'autres projets.

### Retour du groupe et annonce du 4ème album(2018–...)
Le 7 décembre 2018, ils annoncent via Facebook que « De la nouvelle musique sera à entendre. Faîtes passer le mot. » tout en posant des photos en studio.
En janvier 2019, le groupe commence à poster des vidéos teaser de nouvelle musique sur les réseaux sociaux. En juillet 2019, le groupe annonce leur signature à One Music avec leur nouveau single "Vices" publié le 6 septembre.
Le 9 septembre 2020, la sortie d'un nouveau single intitulé "Don't See Ghosts" est annoncée pour le 18 septembre 2020. Le groupe publie la chanson sur leur page officiel YouTube le 17 septembre 2020.

## Style musical et influences
Le style musical de Dry Kill Logic est catégorisé nu metal,,, metalcore,, et thrash metal. Les membres du groupe révèlent s'inspirer de groupes comme Sepultura, Alice Cooper, Slipknot, Machine Head et Stevie Ray Vaughan. Cliff Rigano révèle également s'inspirer de la musique classique. Phil Arcuri cite Vinnie Paul comme inspiration. Cliff Rigano explique s'inspirer de musiciens comme Phil Anselmo, Alice Cooper, James Hetfield et Neil Fallon. Dry Kill Logic est comparé à Sepultura, Pantera, Mudvayne et Fear Factory.

## Membres

### Membres actuels
- Cliff Rigano - chant
- Jason Bozzi - guitare
- Phil Arcuri - batterie
- Brendan Duff - basse

### Anciens membres
- Casey Mahoney - basse
- Dave Kowatch - basse
- Scott Thompson - guitare
- Danny Horboychuck - basse

## Discographie

### Albums studio
- 2001 : The Darker Side of Nonsense
- 2004 : The Dead and Dreaming
- 2006 : Of Vengeance and Violence

### EPs
- 1997 : Cause Moshing is Good Fun
- 2000 : Elemental Evil
- 2006 : The Magellan Complex